# Thornelya perarmata
Thornelya perarmata is een mosdiertjessoort uit de familie van de Hippopodinidae. De wetenschappelijke naam van de soort is voor het eerst geldig gepubliceerd in 1957 door Harmer.